# Tauer
Tauer, niedersorbisch Turjej, ist eine Gemeinde im Landkreis Spree-Neiße im Südosten des Landes Brandenburg. Sie ist Teil des Amtes Peitz.

## Geografie
Die Gemeinde Tauer liegt in der Niederlausitz, 17 Kilometer nordnordöstlich von Cottbus und gehört zum amtlichen Siedlungsgebiet der Sorben/Wenden am Übergang zum Vorspreewald. Die Gemeinde grenzt im Norden an Schenkendöbern, im Osten an Jänschwalde, im Süden an die Stadt Peitz und im Westen an Turnow-Preilack. Nördlich von Tauer schließt sich die Lieberoser Heide an.
Auf dem Gebiet der Gemeinde liegt der aus einer eiszeitlichen Senke entstandene Großsee inmitten eines Landschaftsschutzgebietes und mit zahlreichen Wäldern.

## Gemeindegliederung
Zur Gemeinde Tauer gehören der Ortsteil Schönhöhe (niedersorbisch Šejnejda) und die Wohnplätze Försterei Großsee (Gólnikaŕnja pśi Maznikojskem Jazorje) und Teerofen (Mazniki).

## Geschichte
Der Fund eines Urnengräberfeldes aus der Bronzezeit im 19. Jahrhundert lässt auf eine sehr frühe Besiedlung des Ortes schließen. 1632 wurde die Gemeinde erstmals nachweislich als „Tawern“ erwähnt. Bereits 1652 wurde der Ort „Taurow“ genannt. Der Ortsname leitet sich vom sorbischen *tur, „Auerochse“, ab.
Der Ortsteil Schönhöhe bestand seit 1742 als Ackervorwerk. Im Rahmen der Siedlungspolitik Friedrichs II. wurde ab 1752 hier ein zweireihiges Straßendorf angelegt, in dem seinerzeit Familien überwiegend aus Sachsen angesiedelt wurden. Die Kolonie Teerofen (heute Wohnplatz Teerofen) am Großsee, die seit 1665 bestand, wurde durch Teer- und Pechgewinnung bekannt. 1852 wurde die Teerbrennerei eingestellt. Viele Ortsbewohner wanderten Mitte des 19. Jahrhunderts nach Australien und Nordamerika aus.

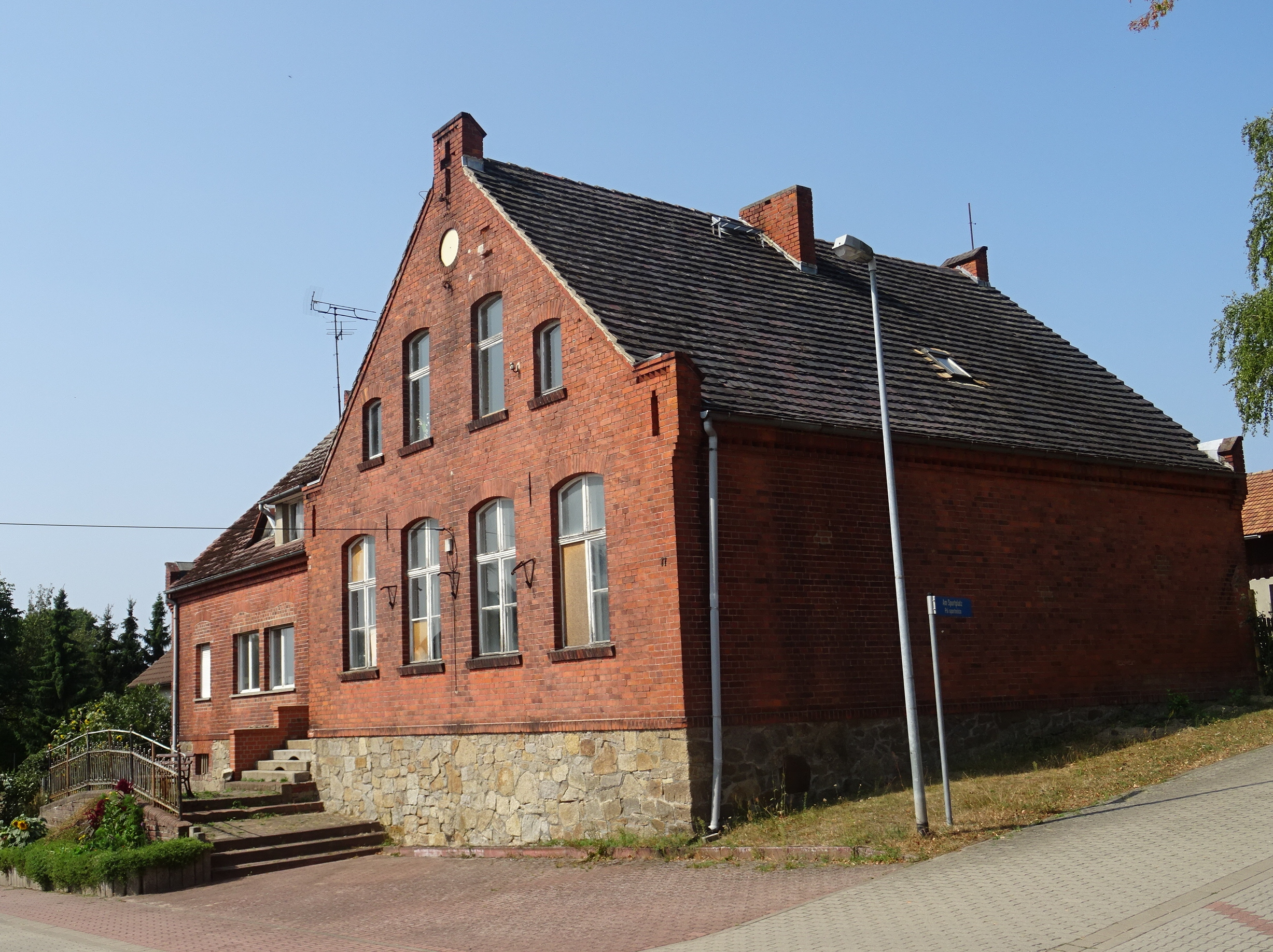
Ehemalige Dorfschule

Tauer lag in der kurfürstlich-brandenburgischen Herrschaft Cottbus und gehörte bis 1832 zum Amt Peitz und danach bis 1874 zum Amt Cottbus. Bereits seit 1816 lag der Ort im Kreis Cottbus in der preußischen Provinz Brandenburg. Zwischen 1894 und 1899 erhielt die Dorfschule in Tauer ein neues Gebäude. Ebenfalls um diese Zeit, im Jahr 1896, wurde die Freiwillige Feuerwehr des Ortes gegründet. Die Dorfschule wurde in der DDR zunächst noch bis 1977 als Polytechnische Oberschule weitergeführt.

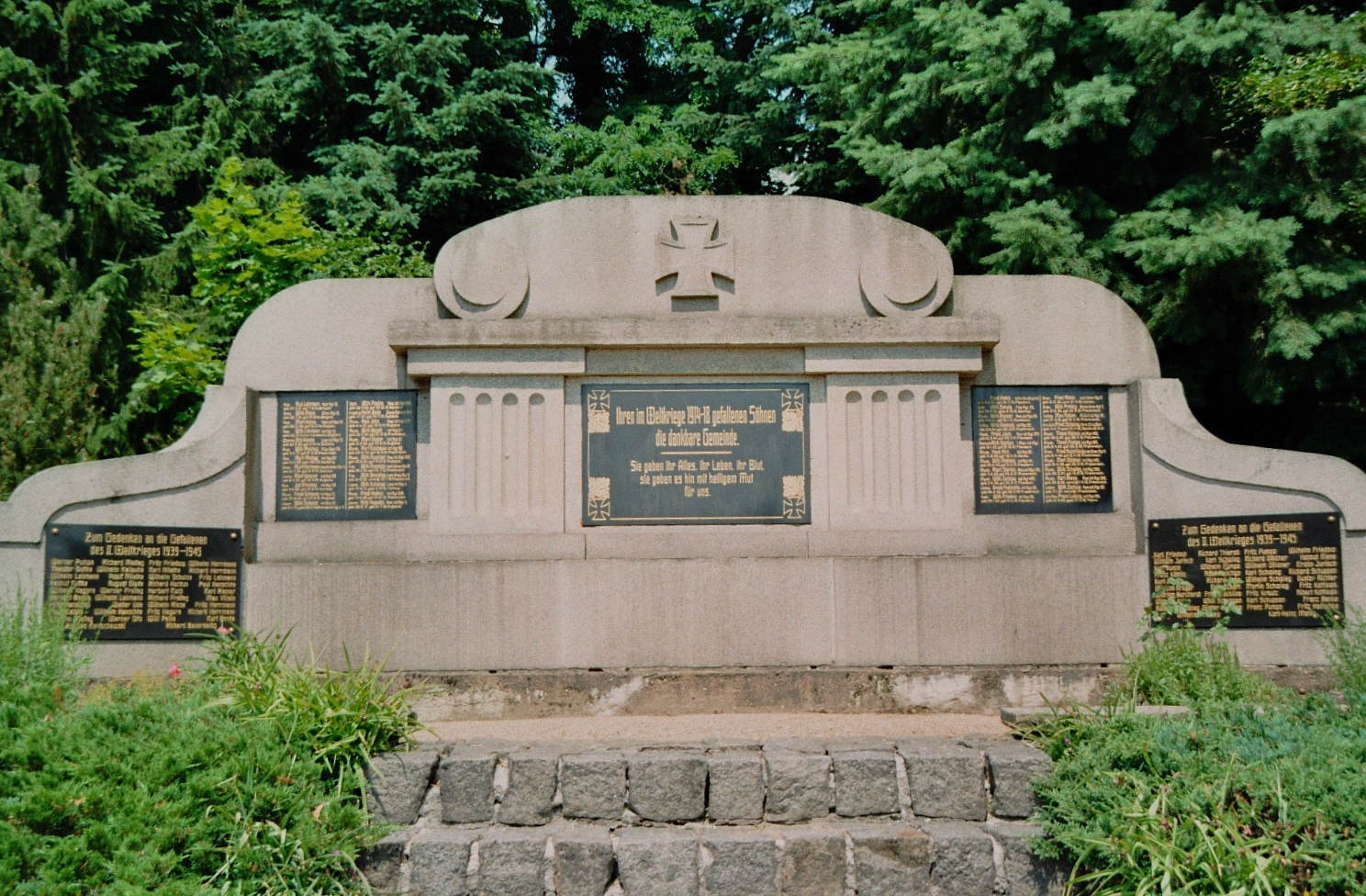
Kriegerdenkmal

Nach dem Ende des Zweiten Weltkrieges gehörte Tauer zunächst zur Sowjetischen Besatzungszone und wurde somit 1949 Teil der DDR. Bei der Gebietsreform am 25. Juli 1952 wurde der Ort dem Kreis Guben im Bezirk Cottbus zugeordnet. Am 13. März 1989 kollidierte am Betriebsbahnhof Tauer der Bahnstrecke Cottbus–Frankfurt (Oder) ein Personenzug mit einem Güterzug. Bei dem Unfall kamen zwei Fahrgäste des Personenzuges ums Leben.
Nach der Wiedervereinigung kam Tauer zum Land Brandenburg. Im Jahr 1992 schloss sich die Gemeinde zur Erledigung ihrer Verwaltungsgeschäfte dem Amt Peitz an. Am 6. Dezember 1993 wurde die Gemeinde Schönhöhe nach Tauer eingemeindet, am gleichen Tag fusionierte zudem der Landkreis Guben mit den Landkreisen Cottbus, Forst und Spremberg zum Landkreis Spree-Neiße.

## Bevölkerungsentwicklung
| Jahr | Einwohner |
| ---- | --------- |
| 1875 | 788       |
| 1890 | 822       |
| 1910 | 881       |
| 1925 | 873       |
| 1933 | 830       |
| 1939 | 811       |

| Jahr | Einwohner |
| ---- | --------- |
| 1946 | 1142      |
| 1950 | 1090      |
| 1964 | 0843      |
| 1971 | 0806      |
| 1981 | 0737      |
| 1985 | 0708      |

| Jahr | Einwohner |
| ---- | --------- |
| 1990 | 699       |
| 1995 | 758       |
| 2000 | 818       |
| 2005 | 805       |
| 2010 | 751       |
| 2015 | 709       |

| Jahr | Einwohner |
| ---- | --------- |
| 2020 | 681       |
| 2021 | 700       |
| 2022 | 717       |
| 2023 | 699       |
| 2024 | 682       |

Gebietsstand des jeweiligen Jahres, Einwohnerzahl: Stand 31. Dezember (ab 1991), von 2011 bis 2021 auf Basis des Zensus 2011, ab 2022 auf Basis des Zensus 2022

## Politik

### Gemeindevertretung
Die Gemeindevertretung von Tauer besteht aus acht Gemeindevertretern und der ehrenamtlichen Bürgermeisterin. Die Kommunalwahl am 9. Juni 2024 führte bei einer Wahlbeteiligung von 77,2 % zu folgendem Ergebnis:
| Partei / Wählergruppe              | Stimmenanteil | Sitze |
| ---------------------------------- | ------------- | ----- |
| SV 1920 Tauer                      | 25,3 %        | 3     |
| Wir für Tauer                      | 20,4 %        | 2     |
| GSG Tauer                          | 20,0 %        | 2     |
| Bürgergemeinschaft Tauer/Schönhöhe | 13,7 %        | 1     |
| Domowina Ortsgruppe Tauer          | 07,8 %        | 1     |
| Freiwillige Feuerwehr Tauer        | 05,5 %        | 1     |
| Handdruckspritze Tauer e. V.       | 05,0 %        | –     |
| FDP                                | 02,3 %        | –     |

### Bürgermeister
- 1998–2003: Monika Riese[9]
- 2003–2009: Dieter Sommer (FDP)[10]
- seit 2009: Karin Kallauke (Wir für Tauer)[11]

Kallauke wurde in der Bürgermeisterwahl am 9. Juni 2024 ohne Gegenkandidaten mit 63,9 % der gültigen Stimmen für eine weitere Amtszeit von fünf Jahren gewählt.

### Wappen und Flagge

Hissflagge mit dem Gemeindewappen

Das Wappen wurde von dem Heraldiker Uwe Reipert gestaltet und am 9. Mai 2012 genehmigt.
Blasonierung: „In Grün über goldenem Schildfuß, belegt mit einem liegenden grünen Eschenzweig, ein schreitender, widersehender goldener Auerochse.“
Die Flagge ist Grün-Gelb-Grün (1:5:1) gestreift und im Mittelstreifen mit dem Gemeindewappen belegt.

## Sehenswürdigkeiten

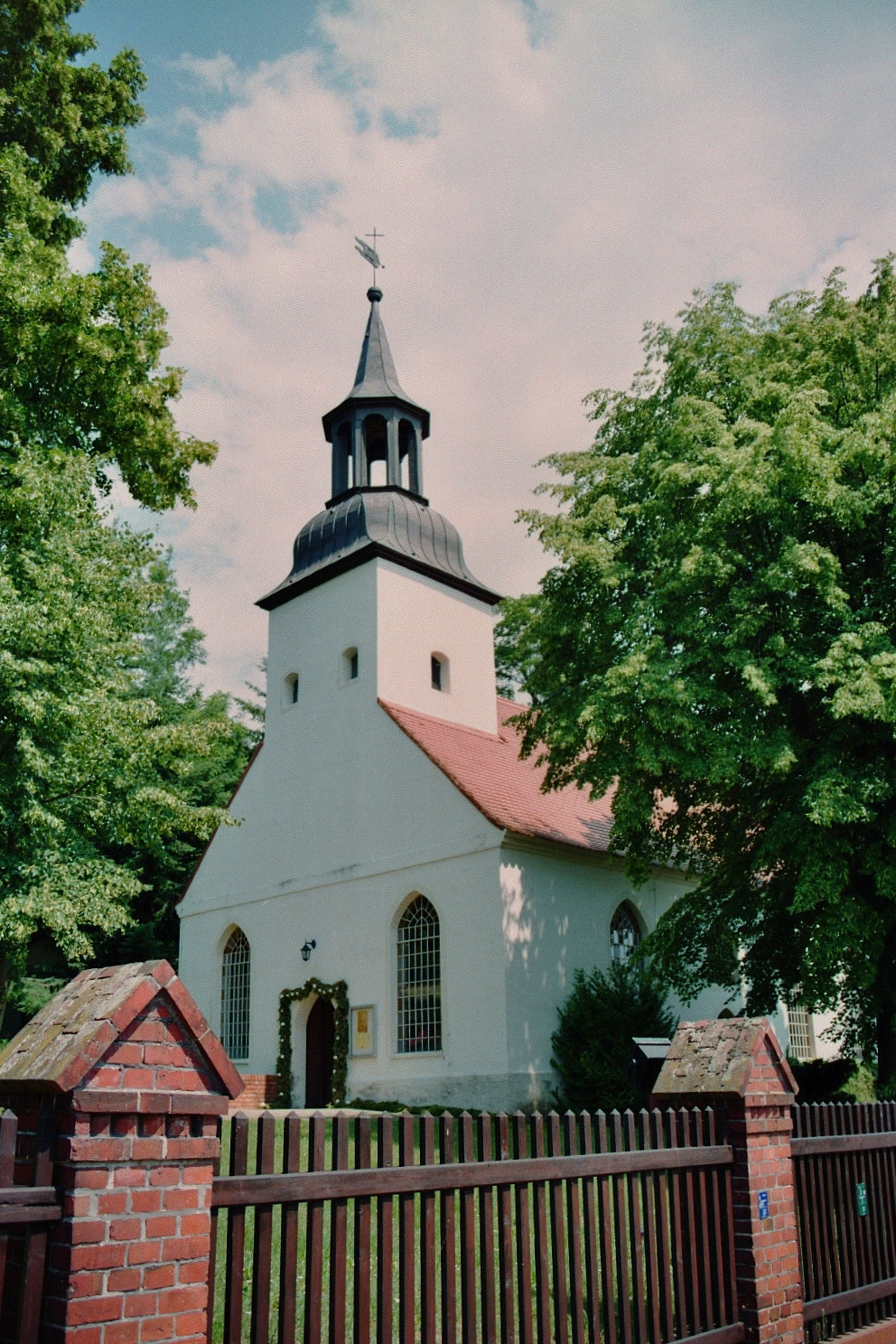
Dorfkirche

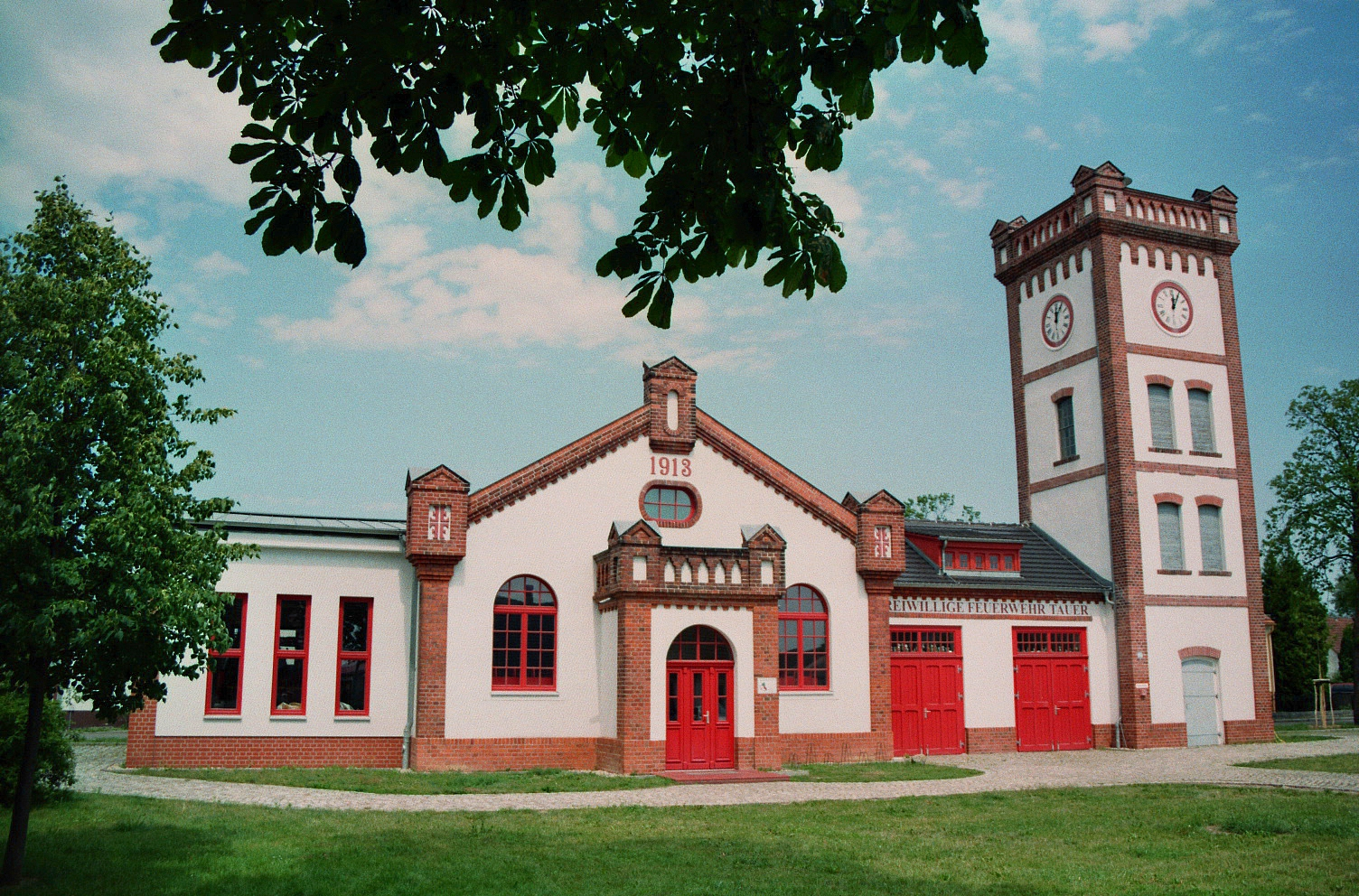
Feuerwehrhaus in Tauer

In der Liste der Baudenkmale in Tauer stehen die in der Denkmalliste des Landes Brandenburg eingetragenen Baudenkmale.
Bauwerke
- Die Dorfkirche Tauer wurde im Jahr 1790 nach knapp anderthalbjähriger Bauzeit eingeweiht, damit die Bevölkerung aus Tauer nicht mehr bis nach Peitz in die Kirche laufen musste. In den 1980er Jahren erfolgte ein umfangreicher Umbau des Innenraumes. Im Jahr 2007 wurde die Kirche erneut saniert.
- Das Feuerwehrhaus mit Uhrenturm wurde im Jahr 1896, dem Gründungsjahr der Feuerwehr errichtet. Die Turnhalle neben der zwei Stellplätze umfassenden Fahrzeughalle wurde 1913 angebaut. Im Zuge einer Sanierung der Gebäude wurden die Feuerwache und die Turnhalle im Jahr 2003 miteinander verbunden.
- Das Gutshaus Tauer wurde 1910 im Auftrag der damaligen Gutsbesitzer gebaut. Nach der Bodenreform in der Sowjetischen Besatzungszone erhielt der ehemalige Gutsbesitzer ein lebenslanges Wohnrecht in dem Gebäude, nach seinem Tod im Jahr 1953 wurden dort unter anderem das Bürgermeisteramt und der Jugendclub untergebracht.
- Heimatmuseum in einer ehemaligen Bäckerei

## Wirtschaft und Infrastruktur
Verkehr

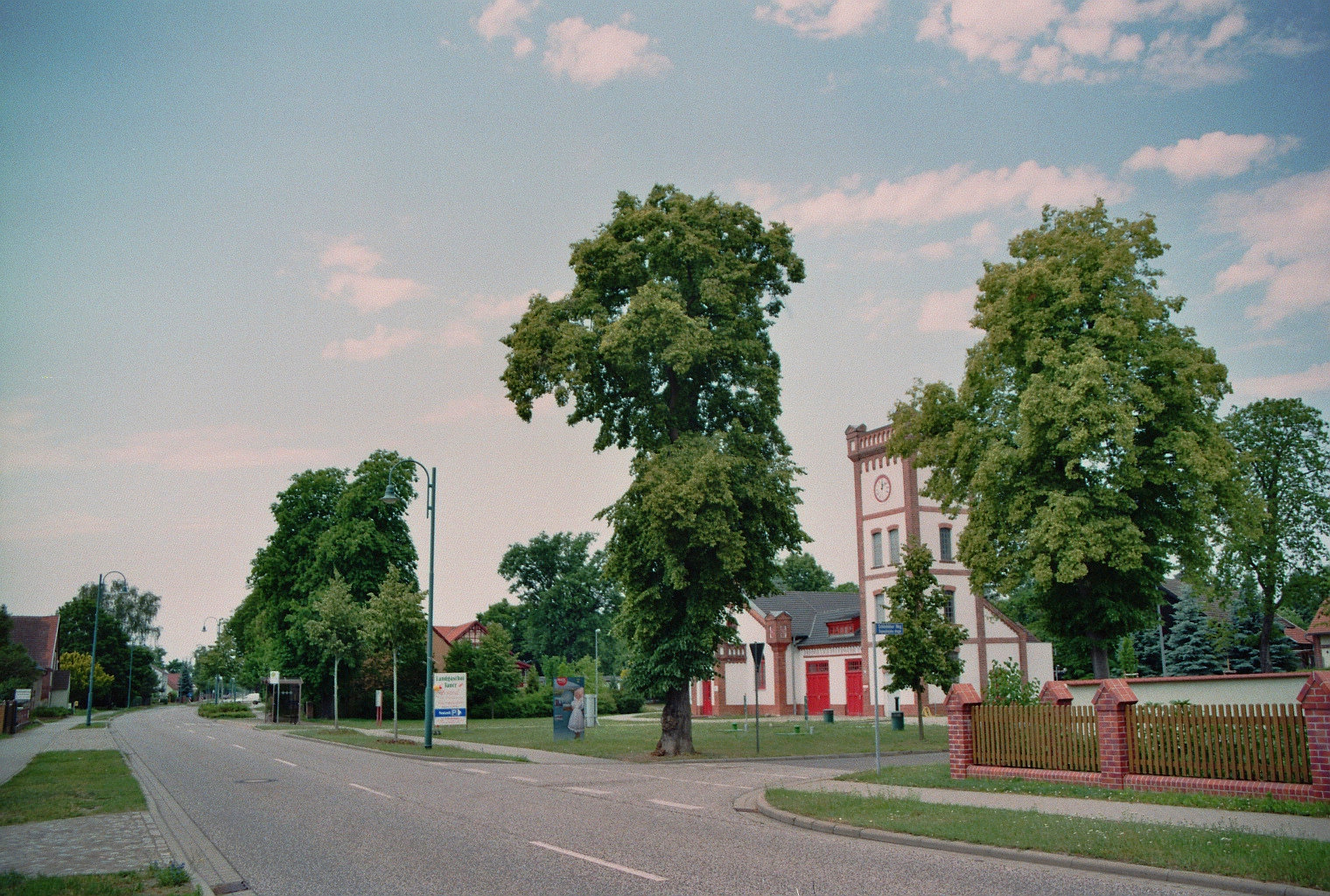
Landesstraße 50 in Tauer, Blickrichtung Cottbus

Tauer liegt an der Landesstraße L 50 zwischen Peitz und Guben.
Der Haltepunkt Tauer lag an der eingleisigen Bahnstrecke Cottbus–Frankfurt (Oder), auf der der Personenverkehr 1996 eingestellt wurde.
Sport
Örtlicher Sportverein ist der SV 1920 Tauer, der die Sparten Fußball, Kegeln, Billard, Tischtennis und Volleyball anbietet.